# Zettai ryōiki
Zettai ryōiki (jap. 絶対領域 dosł. „absolutne terytorium”) – odnosi się do odsłoniętego obszaru u kobiet między minispódniczką lub szortami a zakolanówkami.
Termin „Zettai ryōiki” został po raz pierwszy użyty w japońskiej subkulturze otaku. Wyrażenie to jest bardzo powszechne w tej subkulturze, głównie ze względu na bliskość szeroko fetyszyzowanych japońskich produktów, takich jak postacie moe z anime i mangi.

## Etymologia
Termin ten pochodzi z serii anime Neon Genesis Evangelion wyemitowanego w 1995 roku; w ulotce dołączonej do kaset VHS czytamy, że wyrażenie „Zettai Kyōfu Ryōiki” (絶対恐怖領域, dosł. „Absolute Terror Field” (Absolutne pole terroru)) gdzie (Ryōiki oznacza zarówno „pole”, jak i „terytorium”) jest japońskim tłumaczeniem angielskiego terminu „A.T. Field” (A.T. フィールド). A.T. Field było rodzjem ochronnej tarczy energetycznej, „świętym obszarem, którego nikt nie może naruszyć” (何人にも侵されざる聖なる領域), która sprawiała, że istota używająca jej była odporna na ataki. Termin ten odnosi się również do „nienaruszalności duszy” (心の壁). W mandze Neon Genesis Evangelion wraz z terminem „A.T. Field” pojawiła się jego skrócona wersja Zettai Ryōiki. Idea „świętego obszaru, którego nikt nie może naruszyć” jest źródłem obecnego znaczenia tego terminu. Wyrażenie to najpierw rozpowszechniło się w społeczności otaku, a następnie także poza subkulturą. Na przykład, jest ono obecnie zawarte w słowniku ogólnego przeznaczenia Daijisen.

## Proporcja odzieży

Schemat przedstawiający podział zettai ryōiki

Aby odzież mogła być uznana za zettai ryōiki, nie powinna być zbyt długa lub szeroka (przykład na obrazku) w tym przypadku tolerancją może wynieść 25%. Wśród fanów stosunek ten znany jest również jako złoty podział (黄金比, ōgonhi).
Fani tej mody klasyfikują ją według stopnia, w jakim widoczny jest nagi obszar nóg, w zależności od wysokości zakolanówek i długości minispódniczki. „Zettai ryōiki” jest klasyfikowany jako klasa E (zbyt dużo pokazujących nóg, zbyt długa minispódniczka) do klasy A (krótka minispódniczka, wysokie zakolanówki, krótki odsłonięty obszar nóg). Niektórzy fani stylu dodają również klasę S, którą wyróżnia fryzura z dwoma ogonami (kucykami) i osobowość tsundere (zimna na zewnątrz i ciepła w środku).

## Popularność
Termin „Zettai ryōiki” początkowo odnosił się tylko do kombinacji minispódniczek i zakolanówek, ale w miarę jak stawał się coraz bardziej powszechny, zaczął odnosić się do odzieży, która obejmowała inne rodzaje skarpet i bielizny, takie jak nadkolanówki, podkolanówki, pończochy, podwiązki, hot pants i kostiumy kąpielowe.
Ta kombinacja ubrań jest bardzo popularna w Japonii.
W 2013 roku japońska agencja reklamowa WIT przeprowadziła kampanię, w ramach której kobietom płacono za tymczasowe tatuaże na udach w celu promowania różnych produktów i mediów. Kobiety były zachęcane do noszenia minispódniczek i zakolanówek, aby podkreślić ten obszar.
8 lutego 2014 roku w Akihabarze w Tokio otwarto specjalistyczny sklep pod nazwą Zettai Ryōiki poświęcony zakolanówkom.

## Zgłoszenie znaku towarowego
13 lutego 2006 r. japońska firma Banpresto, produkująca gry oparte na Neon Genesis Evangelion, złożyła dwa wnioski o rejestrację słowa „Zettai Ryōiki” jako znaku towarowego, jednak obydwa wnioski zostały odrzucone.

## Galeria

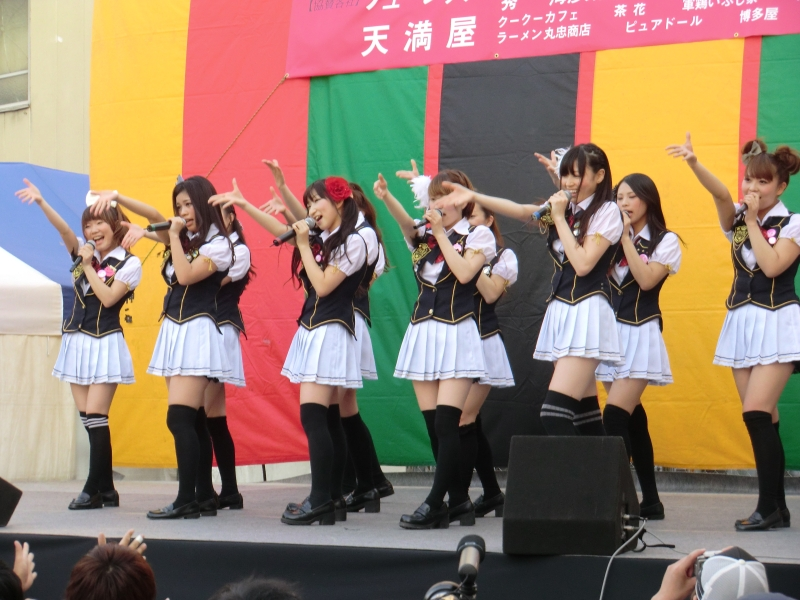
Japońska grupa idolek MMJ
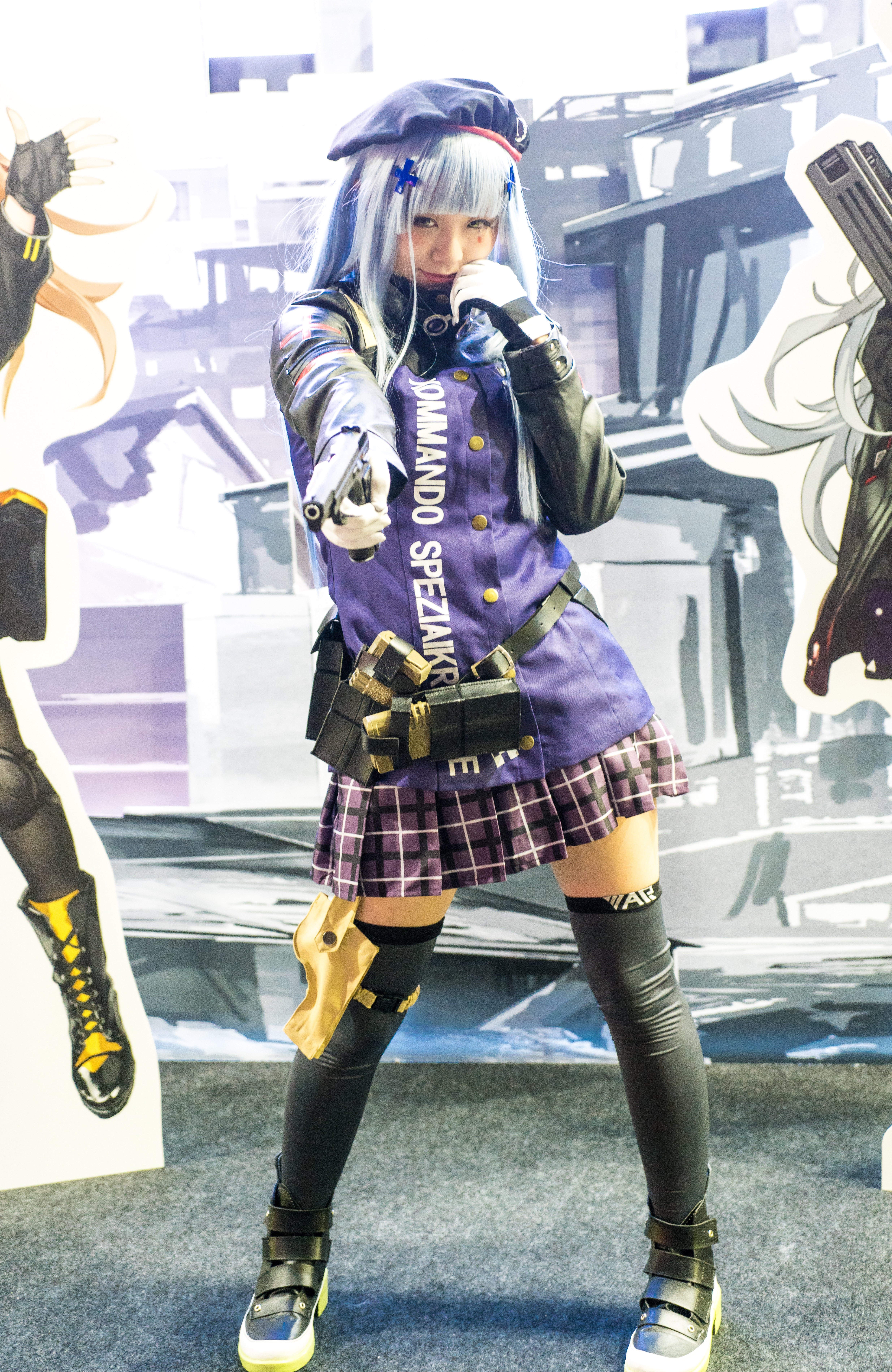
Cosplay Girls' Frontline
Modelki SNK Playmore podczas Tokyo Game Show
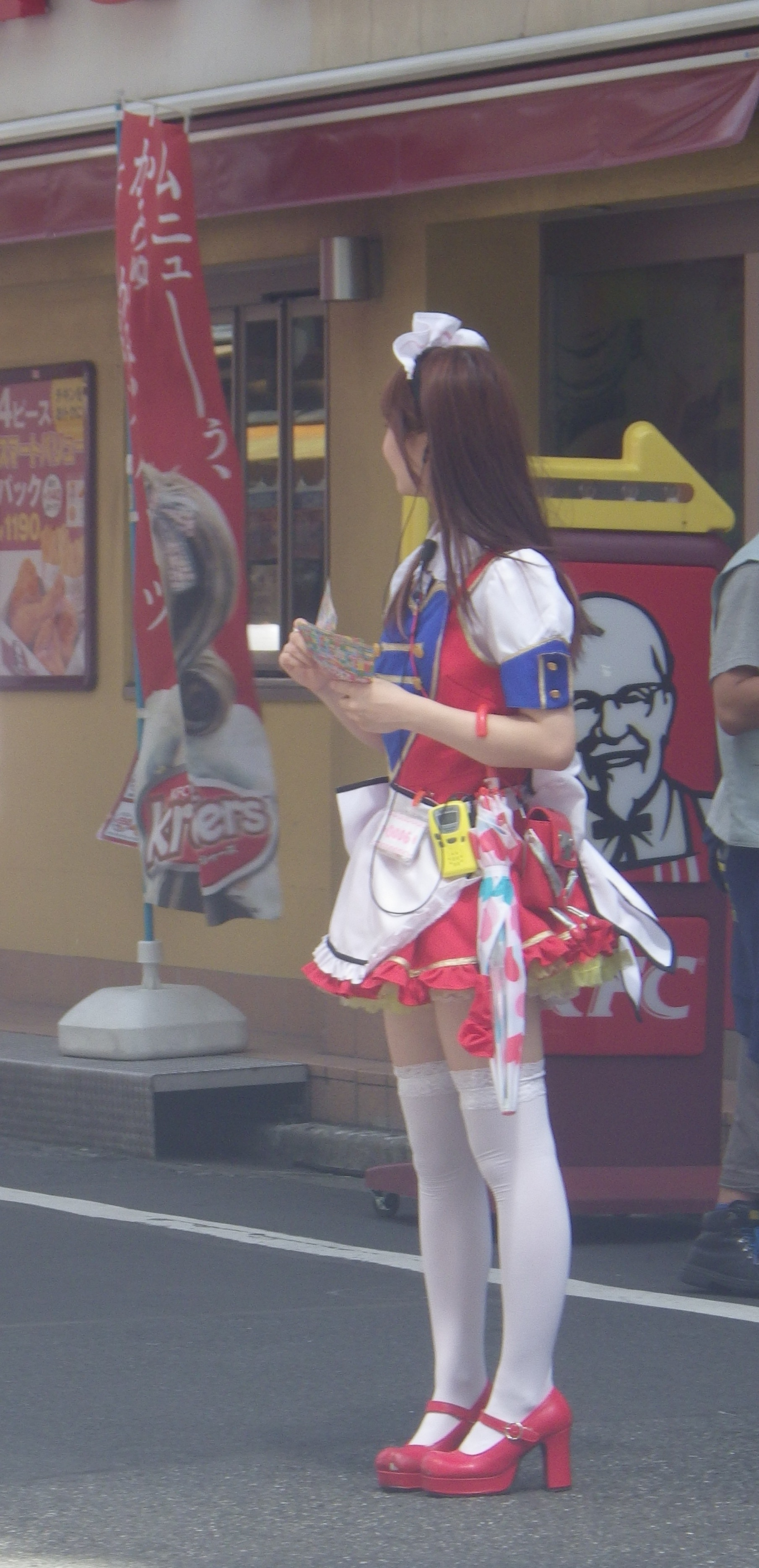
Dziewczyna rozdająca ulotki
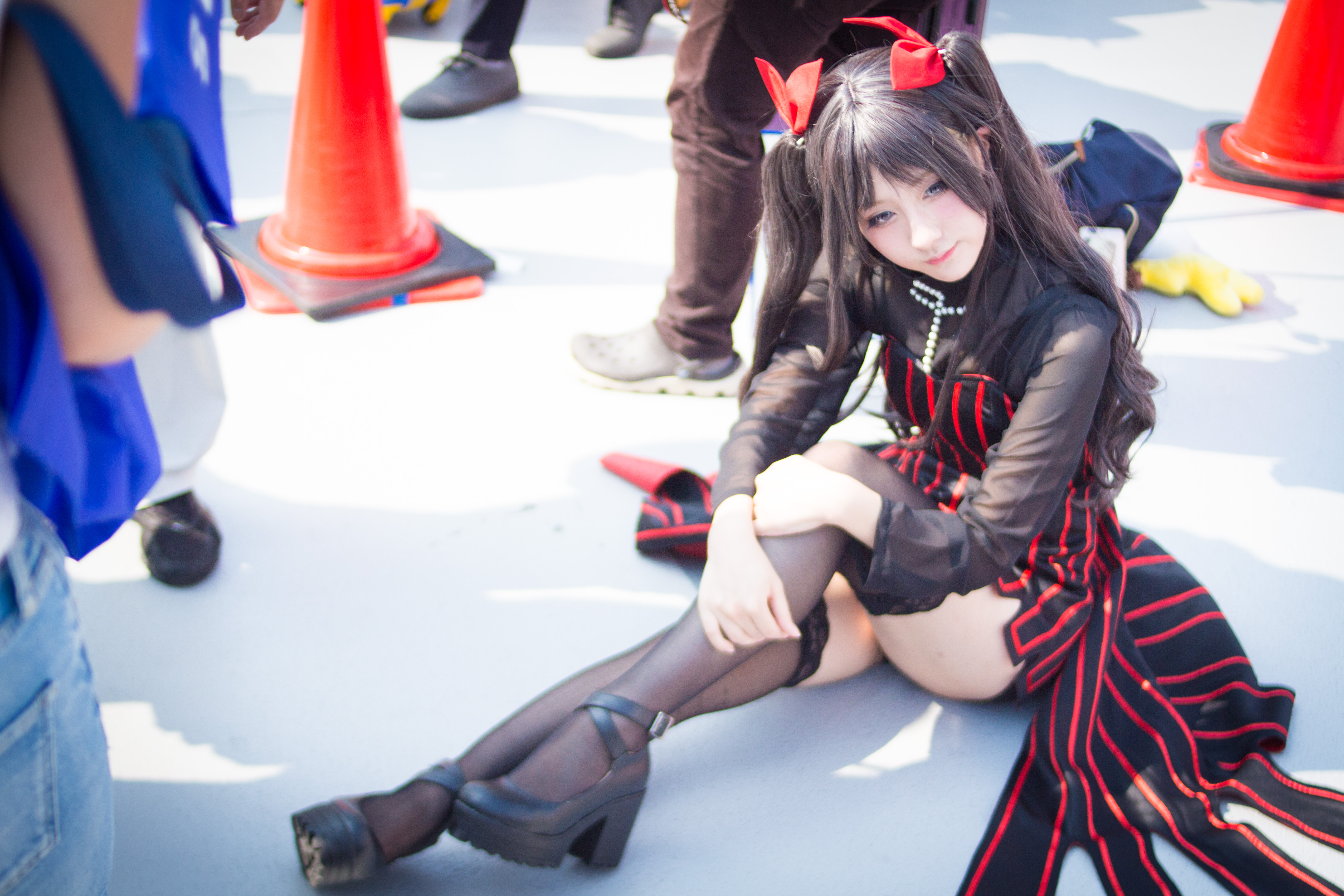
Cosplayerka podczas targów Comiket